# Kyphiacris torquata
Kyphiacris torquata är en insektsart som först beskrevs av Giglio-tos 1898.  Kyphiacris torquata ingår i släktet Kyphiacris och familjen gräshoppor. Inga underarter finns listade i Catalogue of Life.